# Lehmäsaari (ö i Mellersta Österbotten)
Lehmäsaari är en ö i Finland. Den ligger i sjön Vissaveden tekojärvi och i kommunen Kaustby i den ekonomiska regionen  Kaustby ekonomiska region  och landskapet Mellersta Österbotten, i den centrala delen av landet, 400 km norr om huvudstaden Helsingfors. Öns area är 1,2 hektar och dess största längd är 180 meter i öst-västlig riktning.